# Christoph Flaskamp
Christoph Flaskamp (* 2. Mai 1880 in Warendorf; † 5. Oktober 1950 in München) war ein deutscher Dichter, Journalist und Sachbuchautor.

## Leben
Christoph Flaskamp wurde 1880 in Warendorf geboren, wo er auch das Gymnasium besuchte. An der Universität Münster studierte er im Anschluss daran Philologie, Geschichte, deutsche Literatur, Kunst und Philosophie. Auslandsreisen führten Flaskamp dann nach Holland und Italien. Danach ließ er sich für einige Zeit in Münster nieder. Seit 1907 arbeitete er dort als Privatgelehrter, Übersetzer und Redakteur. Später war er auch als Herausgeber der Halbmonatsschrift für Politik, Wissenschaft, Literatur und Kunst in München tätig, wo er im Oktober 1950 im Alter von 70 Jahren verstarb.
Flaskamps publizistische Tätigkeit begann im Jahr 1904. Es erschienen insgesamt sechs Gedichtbände von ihm sowie analytische Literatur und Essays.

## Schriften (Auswahl)
- …frommer Freude voll. Gedichte. Alphonsus-Buchhandlung, Münster 1904.
- Parcival. Neue Gedichte. Gedichte. Alphonsus-Buchhandlung, Münster 1904.
- Die alte Geige. Eine Komposition. Gedichte. Coppenrath, Münster 1906.
- Das Sommerbuch. Neue Gedichte. Coppenrath, Münster 1909.
- Martin Greif. Eine Grundlegung zum Verständnis seiner Werke. Sachliteratur. Alber, Ravensburg 1911.
- Von der Freiheit der Kinder Gottes. Weltliche und geistliche Gedichte. Schnell, Warendorf und Vier Quellen-Verlag, Leipzig 1916.
- Die deutsche Romantik. Ein Vortrag aus dem Jahre 1912. Sachliteratur. Schnell, Warendorf und Vier Quellen-Verlag, Leipzig 1916.
- Weltkrieg und Weltreligion. Sachliteratur. Vier-Quellen-Verlag, Warendorf/Leipzig 1917.
- Vom Sabbat und vom Sonntag. Sachliteratur. Junfermann, Paderborn 1920.
- Der lange Weg – Auswahl aus den Jahren 1900–1920, Gedichte. Schöningh, Paderborn 1933.
- Sigrid Undset. Versuch einer Deutung ihres Werks. Essays. Bercker, Kevelaer 1934.